# Arroyo Averías
Der Arroyo Averías ist ein Fluss in Uruguay.
Er entspringt auf dem Gebiet des Departamento Artigas einige Kilometer südöstlich der Stadt Baltasar Brum. Von dort verläuft er in westliche bis südwestliche Richtung und mündet westlich des Cerro de la Mina an der Grenze zum Nachbardepartamento Salto als rechtsseitiger Nebenfluss in den Río Arapey Chico.